# Wang Jie (taikonaute)
Pour les articles homonymes, voir Wang Jie.
Wang Jie (chinois : 王杰, né en septembre 1989) est un astronaute chinois d'ethnie Han, originaire de Bayannuur, dans la Mongolie-Intérieure. Membre du Parti communiste chinois, il est titulaire d’un doctorat et a travaillé comme ingénieur au sein du département des programmes spatiaux habités de l’Académie chinoise de technologie spatiale (CAST). Sélectionné en septembre 2020 comme astronaute du troisième groupe, il est actuellement ingénieur de vol spatial au sein du Corps des astronautes de l'Armée populaire de libération, astronaute de niveau 4, et détient le grade de colonel dans l’Armée de terre de l'Armée populaire de libération. En avril 2025, il participe à la mission Shenzhou 20.

## Biographie
Wang Jie naît en septembre 1989 dans un petit village de montagne près de Bayannur, en Mongolie-Intérieure. Il poursuit ses études secondaires dans la ville de Wulateqianqi. Il obtient un baccalauréat en fabrication aéronautique à l’Université d’aéronautique et d’astronautique de Shenyang, puis un master et un doctorat en mécanique à l’Université d’aéronautique et d’astronautique de Pékin.
Au cours de ses études supérieures, Wang Jie s’engage dans des projets de recherche liés à l’aérospatiale, nourrissant l’ambition de contribuer au programme spatial chinois. Après son doctorat, il rejoint l’Académie chinoise de technologie spatiale (CAST), au sein du département des programmes spatiaux habités, où il travaille comme ingénieur sur des projets de recherche et développement. En septembre 2020, il est sélectionné pour intégrer le troisième groupe d’astronautes chinois.

## Missions
| Ordre   | Mission     | Date de lancement (UTC+8) | Date d'atterrissage (UTC+8) | Lanceur              | Amarrage                  | Durée de la mission | Nombre d'EVA | Durée des EVA |
| ------- | ----------- | ------------------------- | --------------------------- | -------------------- | ------------------------- | ------------------- | ------------ | ------------- |
| 1       | Shenzhou 20 |                           |                             | Longue Marche 2F Y20 | Station spatiale Tiangong |                     |              |               |
| Total : |             |                           |                             |                      |                           |                     |              |               |